# Rivière du Chicot
Pour les articles homonymes, voir Chicot.
La rivière du Chicot est un affluent de la rivière des Mille Îles, coulant sur la rive nord du fleuve Saint-Laurent, dans la ville de Saint-Eustache, dans la  région administrative Les Laurentides, au sud-est du Québec, au Canada.

## Géographie
À partir de sa source, au sud-est de Sainte-Monique dans Mirabel, la rivière du Chicot coule vers le sud-est sur environ 20 km jusqu'à sa confluence sur la rive gauche de la rivière des Mille Îles dans Saint-Eustache. 

## Toponymie
Le toponyme rivière du Chicot traduit la popularité des chicots jonchant le cours de nombreux cours d'eau et plans d'eau.
Le toponyme rivière du Chicot a été officialisé le 5 décembre 1968 à la Banque des noms de lieux de la Commission de toponymie du Québec.